# Isaäc da Costa

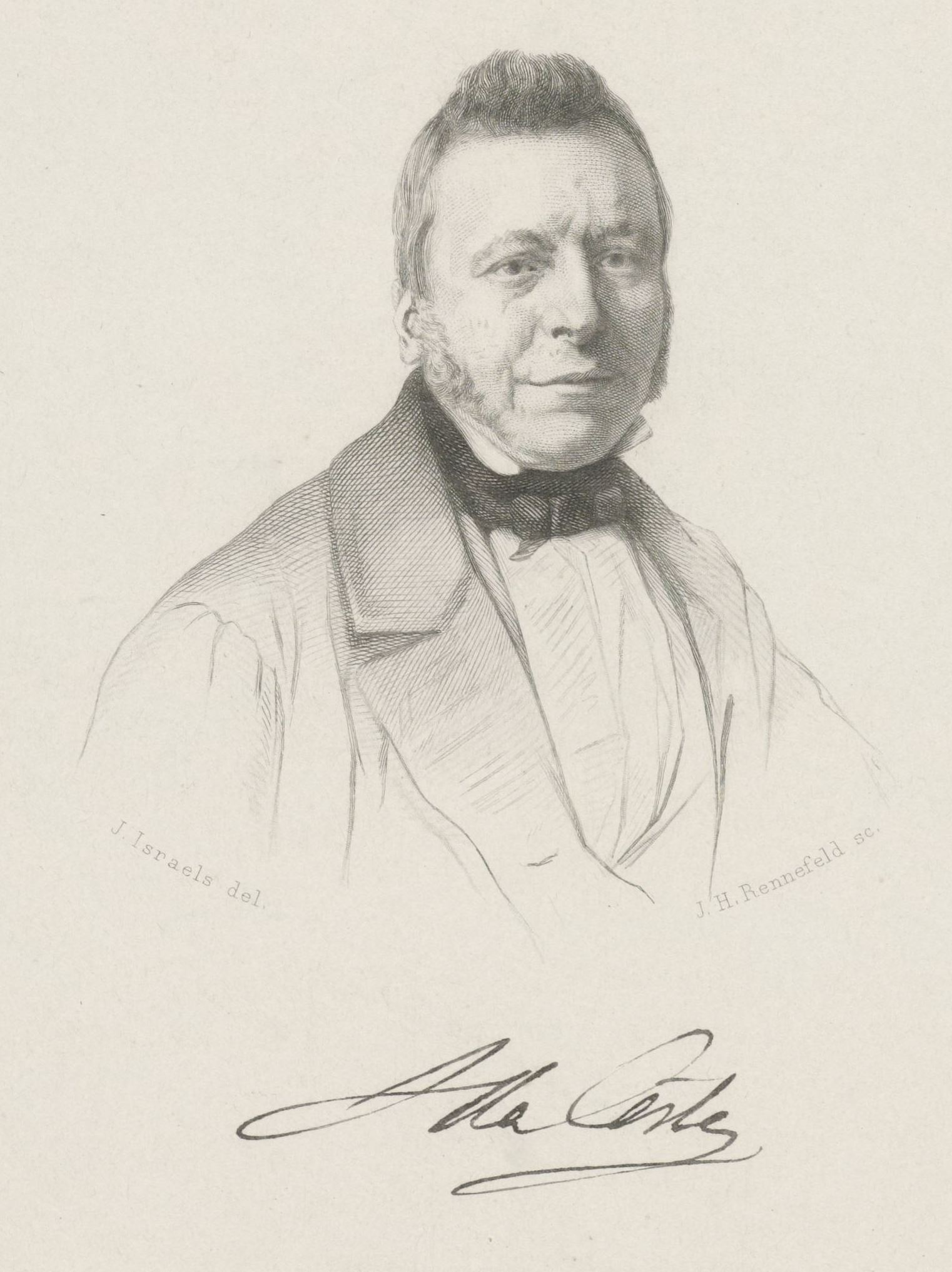
Isaäc da Costa

Isaäc da Costa (ur. 14 stycznia 1798 w Amsterdamie, zm. 28 kwietnia 1860 tamże) – holenderski pisarz i poeta.

## Życiorys
Urodził się w żydowskiej rodzinie pochodzącej z Portugalii. W 1813 napisał zbiór poezji De lof der dichtkunst, pisał też wiersze po łacinie. Duży wpływ na niego i jego twórczość wywarł Willem Bilderdijk, który skłonił go do przejścia na kalwinizm. Odtąd da Costa stał się rzecznikiem kalwińskiej ortodoksji, później przywódcą i teoretykiem religijno-politycznego ruchu Het Réveil; w imię konserwatywnej idei państwa zwalczał liberalizm i postoświeceniowy racjonalizm. W 1823 opublikował Bezwaren tegen den geest der eeuw (Obiekcje wobec Ducha Epoki), w którym atakował moralny klimat czasów jako wyrażający się w zasadach rewolucji francuskiej. W latach 1834–1840 wydawał gazetę „Nederlandsche Stemmen”. Pisał poematy o aktualnej tematyce polityczno-religijnej, m.in. Vijf en twintig jaren (Dwadzieścia pięć la, 1840), Hagar (1847), De slag bij Nieuwpoort (Bitwa pod Nieuwpoort, 1858); Poza tym napisał biografię i wydawał utwory Bilderdijka (15 tomów jego poezji).